# Lynn Eves
Franklin Lynn Eves (* 12. März 1942 in Victoria, British Columbia; † 2. Oktober 2023 in San Tan Valley, Arizona) war ein kanadischer Sprinter.
Bei den Olympischen Spielen 1960 in Rom schied Lynn Eves über 100 und 200 Meter im Vorlauf aus und erreichte in der 4-mal-100-Meter-Staffel das Halbfinale.
1962 erreichte er bei den British Empire and Commonwealth Games in Perth über 100 Yards das Viertelfinale und über 220 Yards das Halbfinale. Mit der kanadischen 4-mal-440-Yards-Stafette kam er auf den sechsten Platz.

## Persönliche Bestzeiten
- 100 m: 10,5 s, 1960
- 220 yds: 21,0 s, 1961 (entspricht 20,9 s über 200 m)
- 440 yds: 46,7 s, 7. April 1962, Corvallis (entspricht 46,4 s über 400 m)